# Lijst van gemeentelijke monumenten in Beuningen (Gelderland)
De gemeente Beuningen heeft 83 gemeentelijke monumenten. Hieronder een overzicht. 

## Beuningen
De plaats Beuningen kent 29 gemeentelijke monumenten:
| Object                                                                 | Bouwjaar | Architect | Locatie                                    | Coördinaten                   | Nr.         | Afbeelding        |
| ---------------------------------------------------------------------- | -------- | --------- | ------------------------------------------ | ----------------------------- | ----------- | ----------------- |
| Nieuw Distelakker                                                      |          |           | Distelakkerstraat 2                        | 51° 51' 41" NB, 5° 47' 40" OL | 0209/27     | Meer afbeeldingen |
| Huize De Pol                                                           |          |           | Distelakkerstraat 3                        | 51° 51' 52" NB, 5° 47' 39" OL | 0209/28     | Meer afbeeldingen |
| kerkhof bij Corneliuskerk (excl. lijkenhuisje)                         |          |           | Dorpssingel 1                              | 51° 51' 49" NB, 5° 46' 24" OL | 0209/163    | Meer afbeeldingen |
| Heilig Hartbeeld (rijksmon., sinds 2002)                               |          |           | Dorpssingel 2                              | 51° 51' 49" NB, 5° 46' 24" OL | 0209/523152 | Meer afbeeldingen |
| boerderij                                                              |          |           | Dorpssingel 5                              | 51° 51' 47" NB, 5° 46' 20" OL | 0209/84     | Meer afbeeldingen |
| boerderij woonhuis                                                     |          |           | van Heemstraweg 26                         | 51° 51' 45" NB, 5° 47' 18" OL | 0209/137    | Meer afbeeldingen |
| boerderij                                                              |          |           | van Heemstraweg 51                         | 51° 51' 45" NB, 5° 46' 54" OL | 0209/55     | Meer afbeeldingen |
| kleine villa                                                           |          |           | van Heemstraweg 61                         | 51° 51' 47" NB, 5° 46' 34" OL | 0209/160    | Meer afbeeldingen |
| dubbel woonhuis                                                        |          |           | van Heemstraweg 72-74                      | 51° 51' 57" NB, 5° 46' 16" OL | 0209/157    | Meer afbeeldingen |
| woonhuis                                                               |          |           | van Heemstraweg 73                         | 51° 51' 49" NB, 5° 46' 26" OL | 0209/158    | woonhuis          |
| villa                                                                  |          |           | van Heemstraweg 75                         | 51° 51' 51" NB, 5° 46' 20" OL | 0209/159    | villa             |
| villa                                                                  |          |           | van Heemstraweg 77                         | 51° 51' 52" NB, 5° 46' 20" OL | 0209/87     | Meer afbeeldingen |
| woonhuis/kantoor met schuur                                            |          |           | van Heemstraweg 83-85                      | 51° 51' 56" NB, 5° 46' 6" OL  | 0209/37     | Meer afbeeldingen |
| complex 't Rolland                                                     |          |           | Hogewaldstraat 1-1a                        | 51° 51' 40" NB, 5° 47' 36" OL | 0209/50     | Meer afbeeldingen |
| boerderij                                                              |          |           | Hogewaldstraat 12                          | 51° 51' 30" NB, 5° 47' 8" OL  | 0209/53     | Meer afbeeldingen |
| boerderij                                                              |          |           | Hosterdstraat 12                           | 51° 52' 5" NB, 5° 47' 5" OL   | 0209/25     | Meer afbeeldingen |
| boerderij                                                              |          |           | Hosterdstraat 15                           | 51° 52' 3" NB, 5° 46' 57" OL  | 0209/24     | Meer afbeeldingen |
| Ned. Herv. Kerkgebouw                                                  |          |           | Kerkplein 7 en 9                           | 51° 51' 28" NB, 5° 48' 58" OL | 0209/88     | Meer afbeeldingen |
| boerderij                                                              |          |           | Kloosterstraat 20                          | 51° 52' 28" NB, 5° 46' 43" OL | 0209/32     | Meer afbeeldingen |
| voormalig klooster, oud mannenhuis                                     |          |           | Kloosterstraat 3/5/7                       | 51° 51' 58" NB, 5° 46' 23" OL | 0209/177    | Meer afbeeldingen |
| boerderij                                                              |          |           | Koningstraat 01                            | 51° 51' 43" NB, 5° 46' 7" OL  | 0209/82     | Meer afbeeldingen |
| boerderijcomplex                                                       |          |           | Lindenstraat 13                            | 51° 51' 15" NB, 5° 46' 38" OL | 0209/54     | Meer afbeeldingen |
| Molenhuis                                                              |          |           | Molenstraat 54                             | 51° 51' 39" NB, 5° 46' 36" OL | 0209/89     | Meer afbeeldingen |
| boerderij                                                              |          |           | Oude Reekstraat 2 (voorheen Reekstraat 18) | 51° 50' 59" NB, 5° 46' 25" OL | 0209/48     | Meer afbeeldingen |
|                                                                        |          |           | Tempelstraat 2                             | 51° 51' 52" NB, 5° 45' 59" OL | 0209/38     | Meer afbeeldingen |
| huis en één schuur                                                     |          |           | Tempelstraat 12                            | 51° 51' 45" NB, 5° 45' 47" OL | 0209/40     | Meer afbeeldingen |
| Boerderij Den Blanckenburgh met aagebouwde schuur en losstaande schuur |          |           | Wilhelminalaan 2-4                         | 51° 51' 54" NB, 5° 46' 16" OL | 0209/130    | Meer afbeeldingen |
|                                                                        |          |           | Wilhelminalaan 106                         | 51° 51' 35" NB, 5° 46' 4" OL  | 0209/81     | Meer afbeeldingen |
| boerderij/bakhuis                                                      |          |           | Wilhelminalaan 124                         | 51° 51' 24" NB, 5° 45' 56" OL | 0209/46     | Meer afbeeldingen |

## Ewijk
De plaats Ewijk kent 20 gemeentelijke monumenten:
| Object                            | Bouwjaar | Architect | Locatie                | Coördinaten                   | Nr.      | Afbeelding        |
| --------------------------------- | -------- | --------- | ---------------------- | ----------------------------- | -------- | ----------------- |
| boerderij                         |          |           | Alst 3                 | 51° 51' 50" NB, 5° 44' 39" OL | 0209/166 | Meer afbeeldingen |
| boerderij                         |          |           | Binnenweg 1            | 51° 52' 23" NB, 5° 44' 38" OL | 0209/64  | Meer afbeeldingen |
| boerderij                         |          |           | Binnenweg 3            | 51° 52' 24" NB, 5° 44' 36" OL | 0209/63  | Meer afbeeldingen |
| boerderij                         |          |           | Dam 8                  | 51° 51' 47" NB, 5° 44' 7" OL  | 0209/76  | Meer afbeeldingen |
| boerderij/schuren                 |          |           | Groene Heuvels 1       | 51° 50' 39" NB, 5° 41' 34" OL | 0209/136 | Meer afbeeldingen |
| woonhuis/villa (dubbele bewoning) |          |           | van Heemstraweg 23     | 51° 52' 27" NB, 5° 43' 57" OL | 0209/98  | Meer afbeeldingen |
| boerderij                         |          |           | van Heemstraweg 31     | 51° 52' 27" NB, 5° 43' 34" OL | 0209/104 | Meer afbeeldingen |
| boerderij                         |          |           | van Heemstraweg 36     | 51° 52' 29" NB, 5° 43' 40" OL | 0209/102 | Meer afbeeldingen |
| boerderij                         |          |           | Hoogstraat 13          | 51° 51' 53" NB, 5° 44' 25" OL | 0209/65  | Meer afbeeldingen |
| boerderij                         |          |           | Ir v Stuivenbergweg 08 | 51° 52' 40" NB, 5° 44' 27" OL | 0209/96  | Meer afbeeldingen |
| woonhuis                          |          |           | Ir v Stuivenbergweg 19 | 51° 52' 40" NB, 5° 43' 48" OL | 0209/173 | Meer afbeeldingen |
| woning en schuur                  |          |           | Julianastraat 10       | 51° 52' 21" NB, 5° 44' 26" OL | 0209/167 | Meer afbeeldingen |
| woonhuis                          |          |           | Julianastraat 18       | 51° 52' 17" NB, 5° 44' 23" OL | 0209/168 | woonhuis          |
| landarbeiderswoning               |          |           | Julianastraat 20       | 51° 52' 16" NB, 5° 44' 22" OL | 0209/99  | Meer afbeeldingen |
| bakhuis                           |          |           | Koningstraat 29        | 51° 51' 36" NB, 5° 44' 47" OL | 0209/75  | bakhuis           |
| boerderij                         |          |           | Koningstraat 39        | 51° 51' 36" NB, 5° 44' 51" OL | 0209/72  | Meer afbeeldingen |
| boerderij                         |          |           | Veluwstraat 23         | 51° 52' 29" NB, 5° 44' 3" OL  | 0209/97  | Meer afbeeldingen |
| boerderij                         |          |           | Vordingstraat 25       | 51° 52' 3" NB, 5° 44' 8" OL   | 0209/145 | Meer afbeeldingen |
| boerderij                         |          |           | Vordingstraat 27       | 51° 52' 3" NB, 5° 44' 11" OL  | 0209/69  | Meer afbeeldingen |
| boerderij                         |          |           | Vordingstraat 36       | 51° 51' 56" NB, 5° 43' 53" OL | 0209/143 | Meer afbeeldingen |

## Weurt
De plaats Weurt kent 13 gemeentelijke monumenten:
| Object                                 | Bouwjaar | Architect | Locatie                      | Coördinaten                   | Nr.      | Afbeelding        |
| -------------------------------------- | -------- | --------- | ---------------------------- | ----------------------------- | -------- | ----------------- |
| villa                                  |          |           | van Heemstraweg 11           | 51° 51' 26" NB, 5° 48' 52" OL | 0209/154 | Meer afbeeldingen |
| villa                                  |          |           | Jonkerstraat 01              | 51° 51' 29" NB, 5° 48' 46" OL | 0209/18  | Meer afbeeldingen |
| villa                                  |          |           | Jonkerstraat 02              | 51° 51' 29" NB, 5° 48' 46" OL | 0209/29  | villa             |
|                                        |          |           | Jonkerstraat 40              | 51° 50' 60" NB, 5° 48' 3" OL  | 0209/155 | Meer afbeeldingen |
| Andreas kerkhof excl. Hekwerk (bij 54) |          |           | Kerkstraat 54                | 51° 51' 34" NB, 5° 49' 1" OL  | 0209/152 | Meer afbeeldingen |
| pastorie                               |          |           | Kerkstraat 52                | 51° 51' 34" NB, 5° 48' 59" OL | 0209/153 | Meer afbeeldingen |
| woonhuis/boerderij                     |          |           | Oude Koningstr.2             | 51° 51' 30" NB, 5° 48' 24" OL | 0209/19  | Meer afbeeldingen |
| woonhuis                               |          |           | Pastoor vd Marckstraat 11a   | 51° 51' 31" NB, 5° 49' 3" OL  | 0209/150 | woonhuis          |
| Huize Weurt                            |          |           | Pastoor vd Marckstraat 12    | 51° 51' 29" NB, 5° 48' 58" OL | 0209/5   | Meer afbeeldingen |
| klooster                               |          |           | Pastoor vd Marckstraat 14    | 51° 51' 29" NB, 5° 48' 60" OL | 0209/6   | Meer afbeeldingen |
| woonhuis en school                     |          |           | Pastoor vd Marckstraat 24-26 | 51° 51' 29" NB, 5° 49' 10" OL | 0209/151 | Meer afbeeldingen |
| villa                                  |          |           | Pastoor vd Marckstraat 29-31 | 51° 51' 30" NB, 5° 49' 12" OL | 0209/7   | Meer afbeeldingen |
| boerderij                              |          |           | Th v Heereveldstr 71A        | 51° 51' 13" NB, 5° 48' 38" OL | 0209/17  | Meer afbeeldingen |

## Winssen
De plaats Winssen kent 21 gemeentelijke monumenten:
| Object                                    | Bouwjaar | Architect          | Locatie                     | Coördinaten                   | Nr.       | Afbeelding         |
| ----------------------------------------- | -------- | ------------------ | --------------------------- | ----------------------------- | --------- | ------------------ |
| boerderijcomplex                          |          |                    | Betenlaan 1                 | 51° 52' 17" NB, 5° 41' 50" OL | 0209/110  | Meer afbeeldingen  |
| trafohuis en sluis                        |          |                    | Dijk 12                     | 51° 53' 23" NB, 5° 41' 22" OL | 0209/169  | Meer afbeeldingen  |
| boerderij                                 |          |                    | Geerstraat 15               | 51° 52' 43" NB, 5° 41' 44" OL | 0209/148  | Meer afbeeldingen  |
| boerderij                                 |          |                    | Haneman 2                   | 51° 53' 6" NB, 5° 42' 3" OL   | 0209/122  | Meer afbeeldingen  |
| woonhuis/koetshuis                        |          |                    | van Heemstraweg 47          | 51° 52' 32" NB, 5° 43' 3" OL  | 0209/171  | Meer afbeeldingen  |
| complex De Poelhof                        |          |                    | van Heemstraweg 51-53       | 51° 52' 28" NB, 5° 43' 0" OL  | 0209/172  | complex De Poelhof |
| notarishuis                               |          |                    | van Heemstraweg 60          | 51° 52' 38" NB, 5° 42' 55" OL | 0209/131  | Meer afbeeldingen  |
| boerderij                                 |          |                    | van Heemstraweg 66          | 51° 52' 39" NB, 5° 42' 50" OL | 0209/117  | Meer afbeeldingen  |
| schuur                                    |          |                    | Leegstraat 14a              | 51° 52' 40" NB, 5° 42' 13" OL | 0209/178  | Meer afbeeldingen  |
| bakhuis/hooiberg                          |          |                    | Leegstraat 41               | 51° 52' 23" NB, 5° 41' 58" OL | 0209/149  | Meer afbeeldingen  |
| Heilig Hartbeeld                          |          |                    | Molenstraat z.n.            | 51° 52' 60" NB, 5° 42' 23" OL | 0209/175  | Heilig Hartbeeld   |
| boerderij                                 |          |                    | Molenstraat 04              | 51° 52' 59" NB, 5° 42' 19" OL | 0209/129  | Meer afbeeldingen  |
| boerderij                                 |          |                    | Molenstraat 26              | 51° 52' 59" NB, 5° 41' 50" OL | 0209/125  | Meer afbeeldingen  |
| Muziekkoepel van Koninklijke Fanfare ULTO | ca. 1950 | André C. Kammeijer | Notaris S. Roesstraat       |                               | 0209/WN01 | Meer afbeeldingen  |
| boerderij                                 |          |                    | Notaris S. Roesstraat 6     | 51° 52' 43" NB, 5° 42' 40" OL | 0209/116  | boerderij          |
| N.H. Kerk kerkje                          |          |                    | Notaris S. Roesstraat 11    | 51° 52' 41" NB, 5° 42' 40" OL | 0209/115  | Meer afbeeldingen  |
| N.H. Kerk kerkhof                         |          |                    | Notaris S. Roesstraat 11    | 51° 52' 41" NB, 5° 42' 40" OL | 0209/176  | Meer afbeeldingen  |
| voormalige pastorie                       |          |                    | Notaris S. Roesstraat 13    | 51° 52' 42" NB, 5° 42' 38" OL | 0209/114  | Meer afbeeldingen  |
| boerderij/woonhuis                        |          |                    | Notaris S. Roesstraat 21-25 | 51° 52' 46" NB, 5° 42' 36" OL | 0209/138  | boerderij/woonhuis |
| voormalig Spijker                         |          |                    | Plakstraat 5                | 51° 52' 31" NB, 5° 42' 45" OL | 0209/139  | Meer afbeeldingen  |
| boerderij                                 |          |                    | Poelsestraat 1              | 51° 52' 25" NB, 5° 43' 16" OL | 0209/106  | Meer afbeeldingen  |

Aalten · 
Apeldoorn · 
Arnhem · 
Barneveld · 
Berkelland · 
Beuningen · 
Bronckhorst · 
Brummen · 
Buren · 
Culemborg · 
Doesburg · 
Doetinchem · 
Druten · 
Duiven · 
Ede · 
Elburg · 
Epe · 
Ermelo · 
Groesbeek · 
Harderwijk · 
Hattem · 
Heerde · 
Heumen · 
Lingewaard · 
Lochem · 
Maasdriel · 
Montferland · 
Neder-Betuwe · 
Nijkerk · 
Nijmegen · 
Nunspeet · 
Oldebroek · 
Oost Gelre · 
Oude IJsselstreek · 
Overbetuwe · 
Putten · 
Renkum · 
Rheden · 
Rozendaal · 
Scherpenzeel · 
Tiel · 
Ubbergen · 
Voorst · 
Wageningen · 
West Betuwe · 
West Maas en Waal · 
Westervoort · 
Wijchen · 
Winterswijk · 
Zaltbommel · 
Zevenaar · 
Zutphen